# یوزف کلودتس
یوزف کلودتس (انگلیسی: Joseph Cludts؛ زادهٔ ۱ ژانویهٔ ۱۸۹۶ - درگذشته نامشخص) شناگر و بازیکن واترپلو اهل بلژیک بود.